# Grundtjärnen (Piteå socken, Norrbotten)
Grundtjärnen är en sjö i Piteå kommun i Norrbotten och ingår i Lillpiteälvens huvudavrinningsområde. Sjön har en area på 0,0753 kvadratkilometer och ligger 208 meter över havet.

## Delavrinningsområde
Grundtjärnen ingår i det delavrinningsområde (726472-173374) som SMHI kallar för Mynnar i Keupån. Medelhöjden är 233 meter över havet och ytan är 11,2 kvadratkilometer. Räknas de 2 avrinningsområdena uppströms in blir den ackumulerade arean 41,84 kvadratkilometer. Keupån som avvattnar avrinningsområdet har biflödesordning 3, vilket innebär att vattnet flödar genom totalt 3 vattendrag innan det når havet efter 26 kilometer. Avrinningsområdet består mestadels av skog (54 procent) och sankmarker (41 procent). Avrinningsområdet har 0,24 kvadratkilometer vattenytor vilket ger det en sjöprocent på 2,1 procent.